# Contea di Fengqiu
La contea di Fengqiu (封丘县S, FēngqiūP) è una contea della Cina, situata nella provincia di Henan e amministrata dalla prefettura di Xinxiang.